# Kovbașciîna, Korosten
Kovbașciîna (în ucraineană Ковбащина) este un sat în comuna Ușomîr din raionul Korosten, regiunea Jîtomîr, Ucraina.

## Demografie
Componența lingvistică a localității Kovbașciîna
     Ucraineană (99,51%)
     Alte limbi (0,49%)
Conform recensământului din 2001, majoritatea populației localității Kovbașciîna era vorbitoare de ucraineană (99,51%), existând în minoritate și vorbitori de alte limbi.